# Ashbel P. Fitch

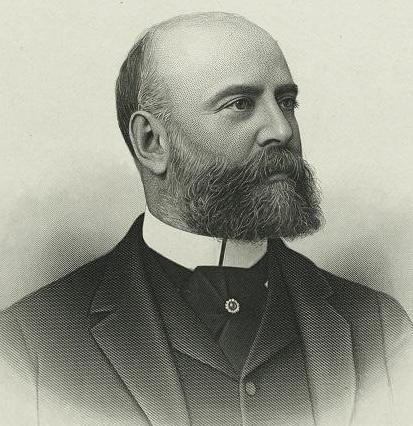
Ashbel P. Fitch

Ashbel Parmelee Fitch (* 8. Oktober 1848 in Mooers, New York; † 4. Mai 1904 in New York City) war ein US-amerikanischer Jurist und Politiker. Zwischen 1887 und 1893 vertrat er den Bundesstaat New York im US-Repräsentantenhaus.

## Werdegang
Ashbel Parmelee Fitch wurde gut acht Monate nach dem Ende des Mexikanisch-Amerikanischen Krieges in Mooers im Clinton County geboren und wuchs dort auf. In dieser Zeit besuchte er öffentliche Schulen in New York, das Williston Seminary im Easthampton (Massachusetts), die Universitäten in Jena und Berlin (Deutschland) und die Columbia College Law School in New York City. In Jena wurde er Mitglied im Corps Franconia Jena. Seine Zulassung als Anwalt erhielt er im November 1869 und begann dann in New York City zu praktizieren.
Politisch gehörte er zu jener Zeit der Republikanischen Partei an. Bei den Kongresswahlen des Jahres 1886 für den 50. Kongress wurde Fitch im 13. Wahlbezirk von New York in das US-Repräsentantenhaus in Washington, D.C. gewählt, wo er am 4. März 1887 die Nachfolge von Egbert Ludovicus Viele antrat. In der folgenden Zeit schloss er sich der Demokratischen Partei an. 1888 kandidierte er erfolgreich für den 51. Kongress und 1890 für den 52. Kongress, wo er dann den Vorsitz über das Committee on Private Land Claims hatte. Man wählte ihn dann im Jahr 1892 im 15. Wahlbezirk von New York in den 53. Kongress, wo er am 4. März 1893 die Nachfolge von Henry Bacon antrat. Am 26. Dezember 1893 trat er allerdings von seinem Sitz zurück. Als Kongressabgeordneter hatte er in dieser kurzen Amtszeit den Vorsitz über das Committee on Election of President, Vice President, and Representatives.
Zwischen 1893 und 1897 arbeitete er als Comptroller. Er war 1899 Präsident der Trust Company of America. Am 4. Mai 1904 verstarb er in New York City und wurde dann auf dem Woodlawn Cemetery beigesetzt.